# NGC 4079
NGC 4079 is een spiraalvormig sterrenstelsel in het sterrenbeeld Maagd. Het hemelobject werd op 15 april 1828 ontdekt door de Britse astronoom John Herschel.

## Synoniemen
- UGC 7067
- MCG 0-31-34
- ZWG 13.67
- IRAS 12022-0206
- PGC 38240